# Henri François Gabriel Viollier
Pour les articles homonymes, voir Viollier.
Ne pas confondre avec Jean Gabriel Viollier, graveur et orfèvre

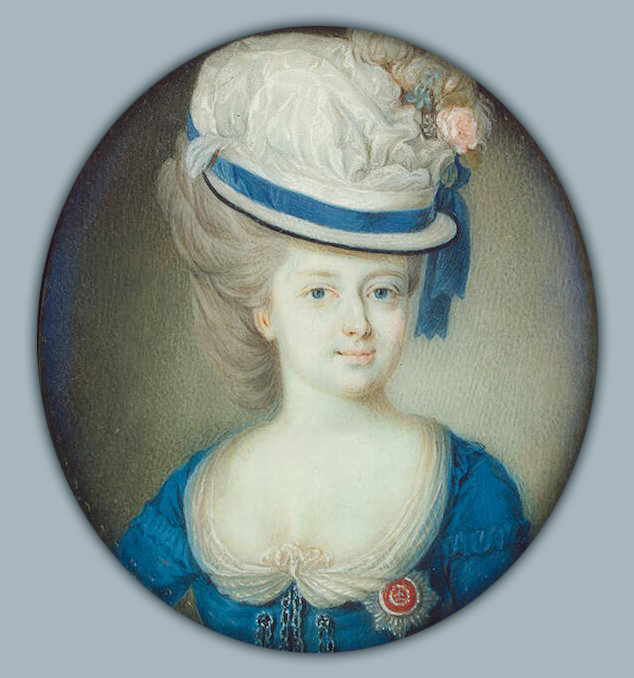
Portrait de la grande-duchesse Marie Féodorovna (musée de l'Ermitage).

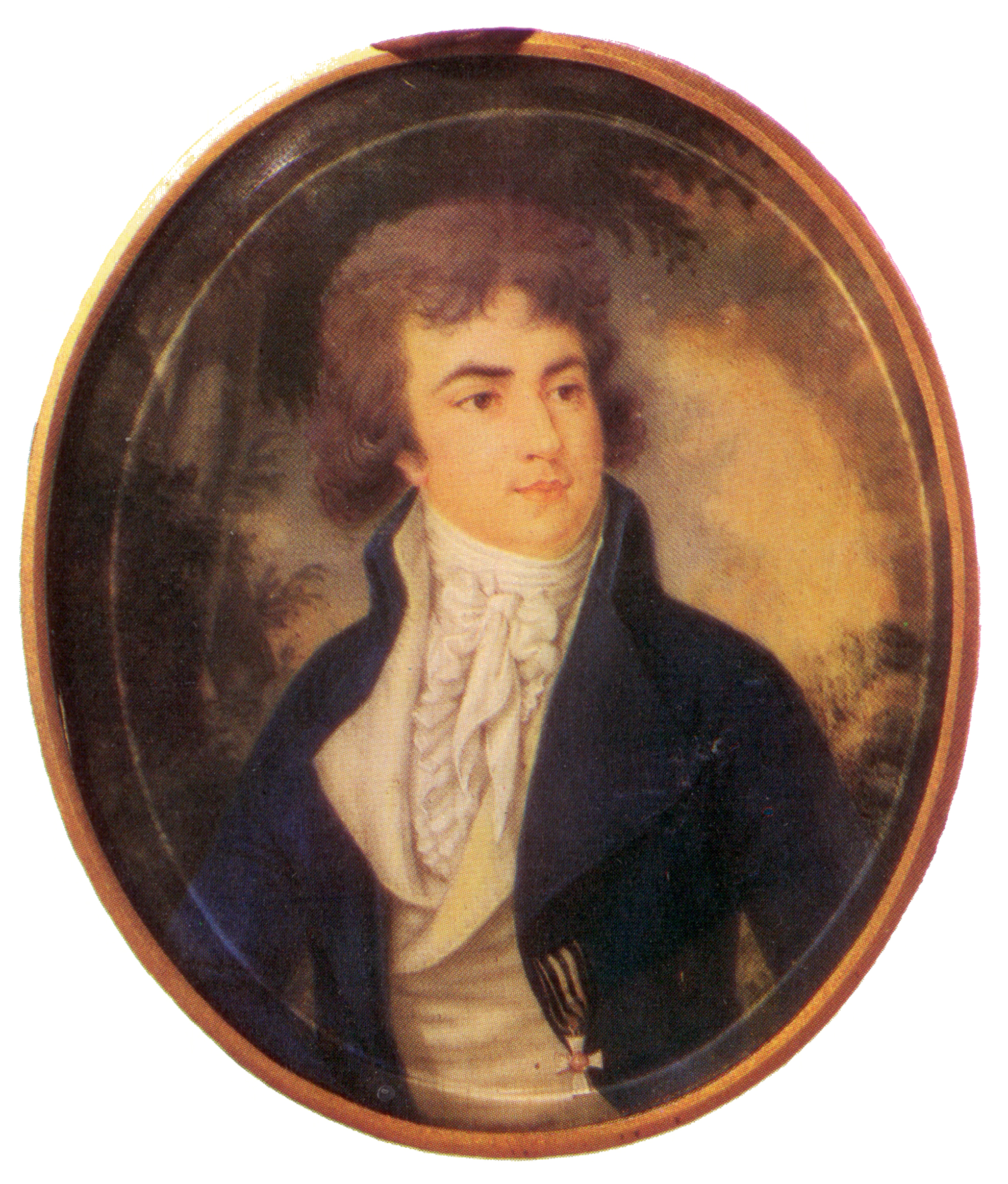
Portrait du prince Ivan Gagarine (1771-1832) (musée historique de Moscou).

Henri François Gabriel Viollier (en russe : Франц-Гавриил Виолье), né à Genève le 4 octobre 1750 et mort à Saint-Pétersbourg le 28 février 1829 (une autre source donne les années 1752 et 1839), est un peintre genevois qui devint sujet de l'Empire russe et poursuivit toute sa carrière en Russie.

## Biographie
Il commence sa carrière en France, puis il travaille pour la cour de Wurtemberg. En 1780 (ou en 1776 selon d'autres données), il est invité par la grande-duchesse Marie Féodorovna (née princesse de Wurtemberg) à se rendre en Russie. C'est ainsi que Viollier travaille à la « petite cour » de l'héritier du trône, Paul, époux de la grande-duchesse Marie. Viollier est nommé d'abord inspecteur des cabinets et des galeries, ce qui implique de travailler comme architecte et décorateur du palais grand-ducal de Gatchina, résidence préférée de Paul. Il aurait conçu pour le parc un petit pavillon, le pavillon des bouleaux, imitant des rondins de bouleau à l'extérieur, mais luxueusement décoré de miroirs à l'intérieur; il réalise aussi un pavillon à la turque, plusieurs ponts de bois, ainsi qu'une salle de théâtre dans le palais de l'Orangerie. Il participe au projet du château Michel et dessine certains lieux du parc de Pavlovsk.
En plus de sa charge d'architecte, Viollier peint quantité de miniatures.
Il avait la passion du théâtre et mettait en scène et concevait les décors de pièces pour la cour du grand-duc et de la grande-duchesse qui étaient joués par les courtisans et les dames de la cour. Il joua aussi en particulier à Gatchina dans une pantomime, La Fête paysanne, où il tenait un « rôle difficile » et joua aussi dans La Fête au marché (semble-t-il un spectacle de marionnettes qu'il manœuvrait lui-même). Il créa aussi La Fête au moulin, à l'occasion de l'inauguration de l'hôpital de Gatchina.
Contre toute attente en 1791, Viollier tombe en disgrâce auprès du grand-duc Paul. Il quitte donc Saint-Pétersbourg et s'installe à Moscou. Il travaille comme inspecteur du cabinet des estampes et des miniatures du palais d'Hiver, avec le rang de conseiller à la cour. Il part ensuite pour Paris, mais il retourne en Russie en 1812.
Il est enterré à Saint-Pétersbourg au cimetière Volkovo.